# 金刚核螺
金刚核螺（学名：Merica asperella），是新腹足目核螺科Merica的一种。主要分布于中国大陆、台湾，常栖息在浅海泥沙底、潮下带。